# Villaverde de Medina
Villaverde de Medina – gmina w Hiszpanii, w prowincji Valladolid, w Kastylii i León, o powierzchni 58,19 km². W 2011 roku gmina liczyła 535 mieszkańców.